# Bruce Bowen
Bruce Bowen Jr. (ur. 14 czerwca 1971 w Merced) – amerykański koszykarz, występujący na pozycji niskiego skrzydłowego, trzykrotny mistrz NBA z San Antonio Spurs w latach 2003, 2005 i 2007.
Mierzący 201 cm wzrostu koszykarz studiował na California State University w Fullerton. W 1993 próbował dostać się do NBA przez draft, jednak nie został wybrany przez żadną drużynę i następne cztery lata spędził w lidze francuskiej oraz w zespołach niższych lig amerykańskich. W lutym 1997 zagrał jeden mecz w Miami Heat. W następnym sezonie był już koszykarzem Boston Celtics, w 1999 trafił na pół sezonu do Philadelphia 76ers, a następnie ponownie został zawodnikiem Heat.
Latem 2001 przeszedł do San Antonio Spurs. Tu miał miejsce w pierwszej piątce. Trzykrotnie zdobywał tytuł mistrza ligi 2003, 2005, 2007. Był wybierany ośmiokrotnie do NBA All-Defensive Team, w tym pięć razy do pierwszego składu.
W sezonach 2004/2005, 2005/2006 i 2006/2007 zajął drugie miejsce w głosowaniu na obrońcę roku NBA.
3 września 2009 ogłosił zakończenie kariery sportowej.

## Osiągnięcia
Na podstawie, o ile nie zaznaczono inaczej.
NBA
- Mistrz NBA (2003, 2005, 2007)
- Zaliczony do:
  - I składu defensywnego NBA (2004, 2005, 2006, 2007, 2008)[7]
  - II składu defensywnego NBA (2001, 2002, 2003)[7]
- Lider sezonu regularnego NBA w skuteczności rzutów za 3 punkty (2003)
- Zawodnik tygodnia (9.01.2005)
- Klub San Antonio Spurs zastrzegł należący do niego numer 12

Reprezentacja
- Brązowy medalista mistrzostw świata (2006)